# Kretanje bez vida u prostoru grada
Kretanje bez vida u prostoru grada za osobe sa ovom vrstom invalidnosti ima određene prednosti ali i određena pravila, a nosi i određene probleme zbog života u izmenjenom prostoru, koji su osobe koje su izgubile vid, u prošlosti videle, i doživljavale na sasvim drugojačiji način. 

## Opšte informacije
Nakon gubitka vida osoba sa invaliditetom iz širokog područja koje se pre mogla obuhvatiti vidom sada živi u suženom perceptivnom prostoru  slepoj osobi ograničava spoznaju na područje uz telo (oko tela). Upravo informacija o tom najužem prostoru slepo osobi osiguravaju orijentaciju i sigurno kretanje. Zato je pažnja slepe osobe usmerena upravo na informaciju o tom najužem prostoru, pa tako ključnima za kretanje slepih osoba postaju objekti na koje je ta osoba pre obraćala malo pažnje, poput: 
- rupa na pločniku,
- stubova,
- drveća i drugog rastinja,
- parkiranih automobila ili bicikala,
- privremeno postavljenih skela i ograda i sl.

Slepim osobama takođa jako bitnim postaju sitni detalji neposredne okoline, odnosno okoline uz telo: 
- ivičnjaci uz trotoar,
- ivice zgrade,
- prelazi preko saobraćajnice,
- rasvetni stub,
- kanta za smeće,
- izbočena tezga kioska,
- reklama u visini glave,
- šaht,
- ulegnuće ili stepenište na ulazu u zgradu i sl.

Za ovakve objekte i preprepe slepe osobe moraju da dobiju informaciju o njihovoj lokaciji od drugih osoba, kako bi zbegle udarce i padove.
Nedostatak vida slepa osoba pokušava nadoknaditi drugim čulima, pre svega:
- čulom dodira,
- čulom sluha,
- čulom mirisa.

Uprkos brojnim predrasudama o razvijenosti pojedinih čula kod slepih osoba,  to nije tačno jer slepe osobe nemaju u odnosu na druge (zdrave) osobe bolji sluh, osečaj dodira ili osočaj mirisa. Ove osobe su samo u stanju  da svoje osećaje u praksi bez vida jednostavno bolje angažuju – kako bi nadoknadili nedostatak vidne informacije.
Slepe osobe  u prvome redu se koriste taktilnom informacijom (jedana slepa osoba je svoje ruke nazvala svojim očima). jer se mnogi objekti mogu neposredno osetiti rukama, a vredna taktilna informacija dobija se i dodirom stopala.
Među taktilnim informacijama za slepu osobu su najznačajnije:
- informacija o strukturi tla (trava, šljunak, asfalt)
- diskontinuitetu  tla (udubljenja, rupe, tramvajske šine),
- vrsti podloge (kamen, parket, tepih).
- osobinama podloge (vlažno, klizavo, sneg, hladno ili toplo).

Svi naprd navedeni elementi  zajedno mogu slepoj osobi upotpuniti sliku o neposrednoj okolini.

## Beli štap
U kretanju gradom za većinu slepih osoba ključnu ulogu ima taktilna informacija do koje se dolazi korištenjem beloga štapa. Beli štap, kao standardno mehaničko pomagalo slepih, proširuje haptički prostor, odnosno prostor koji se istražuje dodirom kao kontaktnim osećajem.
Za razliku od vida koji može generisati distalno znanje, neposrednim se dodirom i štapom generiše znanje koje je proksimalno, i odnosi se na prostor blizu tela. Štap omogućava pregled tla oko 1 metar ispred tela i prostor do nivoa struka tako da su te informacije i upozorenja dovoljne za siguran hod.
Belim štapom se na globalnom nivou koriste mnogi slepi jer je to jednostavan, pouzdan i relativno jeftino pomagalo koje daje korisniku taktilnu, a delom i slušnu informaciju o neposrednoj okolini i na taj način mu pomaže kako u orijentaciji tako i u identifikaciji orijentira i prepreka.
Štap slepoj osobi tokom kretanja u gradu osigurava samostalnost  i osećaj sigurnosti u prostoru, i zato ga mnoge spepe osobe: tretiraju kao alat kojem se „najviše veruje“, koji „daje sigurnost“ i „daje neku psihičku potporu“, bez koje se „ne može iz dvorišta“, bez kojega se ne može biti „gazda u prostoru“.

## Kontakt sa podlogom
Određene informacije slepoj osobi može dati i kontakt sa podlogom tlom ili podom.
Kontakt sa podlogom  vozila  u kojem se slepa osoba u nekon trenutku nalazi, može mu dati bezbroj informacija. Pa tako prolaženje tramvaja šinama služi kao orijentir na osnovi kojeg  se može slepa osoba odrediti trenutnu lokaciju. Takođe preko kontakta sa podlogom slepa osoba može doneti zaključke o karakteristikama znatno šireg prostora nego što to može kada se kreće pešice.

## Sluh, važno čulo za slepe
Sluh je za slepe drugo najvažnije čulo. Praksom slepa osoba razvija sposobnost pažljivijeg  slušanja i boljega korištenja sluha pri kretanju u pojedinim delovima grada. Preko saobraćajnih zvukova slepa osoba određuje sopstveno ponašanje u prostoru (kada treba stati, a kada krenuti), a po zvuku motora procenjuje  ima li dovoljno vremena za prelazak preko ulice.
Zvuk saobraćaja služi i kao sredstvo za sopstveno lociranje u prostoru. Zvuk tramvaja u daljini može signalizirati pravac prema odgovarajućoj ulici, zvuk automobila može upozoriti na lokaciju raskrnice, krivine ili ivičnjaka. Zvuk može upozoriti na ustanovu koja služi kao orijentir (npr žamor dečjih glasova upozorava slepu osobu da je ispred škole za koju zna da se nalazi na njegovom pravcu kretanja)
Pored jasno izraženih zvukova grada slepe osobe u svoj zvukovni pejzaž uključuju i zvukove koji se odbijaju od statičnih objekata. Ta se praksa opisuje kao „slušanje zida“ ili kao „slušanje prostora“. Tako se u zatvorenim prostorima mogu odrediti dimenzije prostora – na osnovu toga kako se zvuk govora ili udarca dlana o dlan odbija od zidova sobe ili haustora.
Na otvorenim prostorima u uslovima bez buke slepe osobe, prema njihovim svedočenjima, po zvuku mogu osetiti otvor u zidu, prolaz, haustor, kameni blok (npr  praznu fontanu).
Upravo zbog količine informacije koju slepi mogu dobiti sluhom – gubitak sluha, čak i neznatan ili privremen, za njih je velik problem za kretanje u gradu. Zato je najveći strah o kojem su govorili mnogi slepi u anketama bio je strah od gubitka sluha.
Uho zaglušeno prilikom ronjenja ili uši začepljene usled prehlade po pravilu znatno otežavaju kretanje slepoj osobi i pojačavaju osećaj nesigurnosti. Zimi slepe osobe izbjegavaju nošenje kapa koje pokrivaju uši kako se ne bi smanjila mogućnost orijentacije čulom sluha.

## Viidi još
- Slepilo
- Orijentacija i samostalno kretanje slepih osoba